# Костюк Світлана Степанівна
Світлана Степанівна Костюк (при народженні Бусел, 30 листопада 1963, село Кукли Маневицького району Волинської області — 6 січня 2017, Нововолинськ) — українська поетеса, журналістка, педагогиня, громадська діячка. Членкиня Національної спілки письменників України (з березня 2015).

## Життєпис
Закінчила  десятирічку в Куклах. Після школи закінчила Луцьке культурно-освітнє училище (спеціальність бібліотекар) і Волинський університет імені Лесі Українки, факультет філології. Проживала в місті Нововолинську.
Працювала бібліотекарем, кореспондентом районної газети, викладачем рідної мови, директором школи у Іваничівському районі, викладачем української мови та літератури. Була головою районної ГО "Спілка «Чорнобиль України».
Останні 2 роки свого життя поетеса боролася з раком легенів. Померла 6 січня 2017 після хвороби.

## Творчість
Автор книг поезії «Спалахи душі» (1998), «Наодинці зі світом» (2012), «Маленьке диво» (для дітей, 2012), «Листи без конвертів» (2013), «Мереживо чудес» (для дітей, 2014), «Про що шепотіли листочки» (переклади польською, 2014), «Траєкторія самоспалення. Щоденникові записи у віршах» (2015), «Barefoot to the sky» («Босоніж в небо», переклади англійською, США, Нью-Йорк, 2016), «Зцілення любов'ю» (Чернівці, «Букрек», 2016).
Друкувалася у колективних книгах «Перевесло», «Мамина криниця», «Апостол правди і науки», «Викрадення Європи», «Воїнам світла», «Осінь у камуфляжі», «Подяка Богу», «Скіфія -2014», « В століттях чатує Чернеча гора», «Натхнення», «Вінтаж», «Антологія сучасної української літератури», «Берегиня» та ін., журналах «Дзвін», «Дивослово», «Золота Пектораль», «Буковинський журнал», «Світязь», «Склянка часу», «Ангелятко», «Світ дитини», «Педагогічний пошук», «Український вісник», газеті «Літературна Україна» та в періодичних виданнях США, Італії, Польщі, Ізраїлю.
Твори С.Костюк перекладалися англійською, польською, російською, італійською, іспанською мовами.
Автор близько 50 пісень, написаних разом з  композиторами.

## Відзнаки
Переможець Міжнародного літературного конкурсу «Між словом і вічністю» (поезія) — Італія, Неаполь, 2015, Міжнародного конкурсу до 200-річчя Т. Г. Шевченка «В століттях чатує Чернеча гора», Всеукраїнських конкурсів ім. Леся Мартовича, «Незламні українці», «Викрадення Європи», «Сто творів, які варто прочитати влітку», лауреат першої Всеукраїнської літературної премії ім. Івана Низового, відзначена Міжнародною премією літературних критиків за малу прозу(Італія, 2016).